# Gasilnik
Gasílnik ali gasílni aparát je naprava za aktivno požarno zaščito, ki je namenjena za gašenje začetnih požarov v nujnih primerih. Namenjen ni požaru, ki je že razvit do te mere in se je razširil do stropa objekta, kar je nevarno za uporabnika (dim, nevarnost eksplozije, ni zasilnega izhoda). V tem primeru stvar prepustimo gasilcem. Običajno je gasilnik sestavljen iz tlačne posode, ki vsebuje gasilno sredstvo, katero pogasi začetni požar.
V Sloveniji so gasilniki v vseh javnih stavbah (tudi podjetjih), razen stanovanjskih hišah, pregledani enkrat letno. Nekateri pravni sistemi zahtevajo tudi večkratni pregled gasilnikov.
Ob pregledu serviser nalepi nalepko na katero napiše (letni pregled, polnjenje, nov gasilnik). 
Obstajata dva glavna tipa gasilnikov: gasilnik pod stalnim tlakom in gasilnik, ki ni pod stalnim tlakom. V prvem je potisni plin shranjen v isti posodi kot gasilno sredstvo. Potisni plini so drugačni, odvisno je za kaj se gasilnik uporablja. V suhem kemičnem gasilniku se uporablja dušik; za gasilnike, ki vsebuje vodo in peno, pa se običajno uporablja zrak. Najbolj pogosti gasilni aparati so aparati pod stalnim tlakom.
Gasilniki, ki niso pod stalnim tlakom delujejo na plin, ki je shranjen v ločeni tlačni posodi, ki jo aktiviramo s pomočjo igle katera izpusti plin in potisne gasilno sredstvo na ogenj. Ta vrsta gasilnika ni tako pogosta, primarno se uporablja v industrijskih objektih kjer je uporaba le tega pogostejša. Prednost tega gasilnika je hitro polnjenje kjer operaterju omogoča, da ga lahko v najkrajšem možnem času preda v uporabo za razliko od gasilnika, ki je pod stalnim tlakom, kjer se uporablja ogljikov dioksid namesto dušika (dušikove jeklenke se uporablja pri nizki temperaturi -60 °C). Tlačne posode so na voljo za več gasilnih razredov ABC (za prah, peno, suhe kemikalije, vodo), za tujino pa tudi razred D (suhi prah).
Gasilni aparati se delijo na prenosne ter prevozne. Prenosni tehtajo od 0.5 – 14 kg, prevozni več kot 23 kg. To vrsto najdemo najpogosteje na gradbiščih, letališčih, pristaniščih in marinah.

## Zgodovina
Prvi gasilnik je patentiral priznani kemik Ambrose Godfrey v Angliji leta 1723. Sestavljen je bil iz soda v katerem je bila gasilna tekočina, ki je vsebovala komoro s kositernim smodnikom. To je bilo povezano s sistemom cevi, ki so se vžgale, zanetile eksplozijo ter pri tem raznesle gasilno sredstvo po okolici. Ta naprava se je vrjetno uporabljala v omejenem obsegu (kot je napisal Bradley's Weekly Messenger 7. Novembra 1729) glede na učinkovitost požara, ki so ga gasili v Londonu.
Modernejši gasilnik je kasneje izumil britanski stotnik George William Manby leta 1818; sestavljen je bil iz bakrene posode (13.6 litrov) v kateri je bil kalijev karbonat stisnjen pod zrakom.
Leta 1866 je francoz Francois Carlier patentiral gasilnik z mešanico sode bikarbone in vinske kisline, ki proizvaja potisni plin CO2.  Almon M. Grange pa ga je leta 1881 registriral v ZDA. Njegov gasilnik je uporabljal mešanico sode bikarbone in žveplove kisline, da izloči vodo pod pritiskom na ogenj. . Vsebina koncentrirane žveplove kisline je bila posebej ločena v cilindru. Aktivirana je lahko bila na dva načina. S prvim načinom je bat zlomil posodico s kislino v drugi pa je bilo sproščeno vodilo, ki je vodilo do zaprte posode s kislino. Ko je bila kislina zmešana z sodo bikarbono je prišlo do kemične reakcije in ustvaril se je ogljikov dioksid, ki je pod pritiskom pritiskal na vodo. Tako je voda pod pritiskom pritekla iz posode skozi šobo ali kratko cev.
Gasilni aparat s kartušo sta izumila  Read & Campbell leta 1881,deloval je na principu vode ali vodnih mešanic. Kasneje so izumili ogljikov tetraklorid »Petrolex«, ki je bil namenjen za avtomobilsko industrijo. .
Gasilnik na kemično peno je izumil Aleksandr Loran leta 1904 v Rusiji. Prvič ga je preizkusil na posodi z gorečo nafto.  Delovalo je podobno kot tip soda-kislina, vendar je bil v nekaterih področjih drugačen. Glavna posoda je vsebovala mešanico sode bikarbone in vode medtem, ko je notranja posoda (nekoliko večja od glavne posode) vsebovala mešanico aluminijev sulfat. Ko sta bila oba sredstva pomešana sta tekočini reagirali, nastali sta penilna pena in ogljikov dioksid. Plin se je razširil na peno in ustvaril curek. Čeprav se sladki koren in ekstrakti podobnih sestavin uporabljajo kot aditivi (stabilizirajo peno tako, da krepijo stene mehurčkov) ni bilo v tem gasilniku nič sestavin le tega. Pena je bila kombinacija kemične reakcije soda-aluminij slanih gelov napihnjen z ogljikovim dioksidom. Zaradi tega je bila pena poslana direktno iz enote brez potrebe izsesavanja cevi (kot pri novejših penastih spojinah